# Odontomachus
Odontomachus is een geslacht van vliesvleugelige insecten uit de familie van de mieren (Formicidae).

## Soorten
- O. aciculatus Smith, F., 1863
- O. affinis Guérin-Méneville, 1844
- O. alius Sorger & Zettel, 2011
- O. allolabis Kempf, 1974
- O. angulatus Mayr, 1866
- O. animosus Smith, F., 1860
- O. assiniensis Emery, 1892
- O. banksi Forel, 1910
- O. bauri Emery, 1892
- O. biolleyi Forel, 1908
- O. biumbonatus Brown, 1976
- O. bradleyi Brown, 1976
- O. brunneus (Patton, 1894)
- O. caelatus Brown, 1976
- O. cephalotes Smith, F., 1863
- O. circulus Wang, M., 1993
- O. clarus Roger, 1861
- O. coquereli Roger, 1861
- O. cornutus Stitz, 1933
- O. chelifer (Latreille, 1802)
- O. erythrocephalus Emery, 1890
- O. floresensis Brown, 1976
- O. fulgidus Wang, M., 1993
- O. granatus Wang, M., 1993
- O. haematodus (Linnaeus, 1758)
- O. hastatus (Fabricius, 1804)
- O. imperator Emery, 1887
- O. infandus Smith, F., 1858
- O. insularis Guérin-Méneville, 1844
- O. kuroiwae (Matsumura, 1912)
- O. laticeps Roger, 1861
- O. latidens Mayr, 1867
- O. latissimus Viehmeyer, 1914
- O. macrorhynchus (Bernstein, 1861)
- O. malignus Smith, F., 1859
- O. mayi Mann, 1912
- O. meinerti Forel, 1905
- O. montanus Stitz, 1925
- O. monticola

Aziatische klapkaakmier Emery, 1892
- O. mormo Brown, 1976
- O. nigriceps Smith, F., 1860
- O. opaciventris Forel, 1899
- O. opaculus Viehmeyer, 1912
- O. panamensis Forel, 1899
- O. papuanus Emery, 1887
- O. peruanus Stitz, 1933

- O. philippinus Emery, 1893
- O. relictus Deyrup & Cover, 2004
- O. rixosus Smith, F., 1857
- O. ruficeps Smith, F., 1858
- O. rufithorax Emery, 1911
- O. ruginodis Smith, M.R., 1937
- O. saevissimus Smith, F., 1858
- O. scalptus Brown, 1978
- O. scifictus Sorger & Zettel, 2011
- O. schoedli Sorger & Zettel, 2011
- O. silvestrii Wheeler, W.M., 1927
- O. simillimus Smith, F., 1858
- O. spissus Kempf, 1962
- O. sumbensis Brown, 1976
- O. tensus Wang, M., 1993
- O. testaceus Emery, 1897
- O. troglodytes Santschi, 1914
- O. turneri Forel, 1900
- O. tyrannicus Smith, F., 1859
- O. unispinosa (Fabricius, 1793)
- O. xizangensis Wang, M., 1993
- O. yucatecus Brown, 1976